# Agra (Einheit)
Die Agra war eine Masseneinheit (Gewichtsmaß) in Buchara, Turkistan und Chiwa, einer heutigen usbekischen Region (Provinz Xorazm).
- 1 Agra = 61,425 Gramm